# Theresia Haselmayr
Maria Theresia Haselmayr, OSF (* 24. Januar 1808 in Dillingen a.d.Donau; † 8. Januar 1878 ebenda) war eine deutsche Ordensschwester. Sie war Meisterin (Generaloberin) der Dillinger Franziskanerinnen, hat mehrere Niederlassungen der Kongregation ins Leben gerufen und war Mitbegründerin der heutigen Regens-Wagner-Stiftung Dillingen.

## Leben und Wirken
Maria Clara, so ihr Taufname, war die Tochter des Pflasterers Franz Xaver Anton Haselmayr und seiner zweiten Ehefrau Katharina Kaiser. Im Alter von 19 Jahren bat sie um Aufnahme in das fast ausgestorbene Kloster der Dillinger Franziskanerinnen, das durch eine Restaurationsurkunde von König Ludwig I. von Bayern wieder zur Aufnahme von Kandidatinnen berechtigt war. Vor ihrem Eintritt legte die Klosterkandidatin die Lehramtsprüfung als Elementarlehrerin der Werktagsschule ab. Anschließend wurde sie in die Klostergemeinschaft aufgenommen. Die endgültige Aufnahme erfolgte am 22. Juni 1829. Die Schwester nahm den Namen Maria Theresia an und unterrichtete in Dillingen Klassen der Werktags- und Feiertagsschule. Bald wurde sie wider jegliches Herkommen von der Meisterin Sr. Maria Angelina Häusler ins Kapitel berufen und mit dem aktiven Stimmrecht ausgestattet.
Als Sr. Maria Angelina Häusler am 13. November 1835 starb, wurde die 28-jährige Sr. Maria Theresia zur neuen Meisterin gewählt. Da sie nicht die kanonischen Voraussetzungen erfüllte, gewährte ihr der Generalvikar die erforderliche Dispens, die nachfolgend alle drei Jahre neu bestätigt werden musste. Fünf Jahre nach ihrer Wahl, am 24. Januar 1831, legte Sr. Maria Theresia Haselmayr die ewigen Gelübde ab. Sie wurde dann noch 13-mal zur Oberin gewählt. Unter ihrer Leitung erblühte der Orden nach der harten Zeit der Säkularisation zu neuem Leben und erfolgte der endgültige Ausbau zu einem Schulorden. Im November 1837 entstand im Apothekerstübchen des Klosters eine Kleinkinderschule (Kleinkinderbewahranstalt). Dort arbeiteten vor allem Schwestern mit einem schlechten Lehrerinnenexamen. Die künftigen Lehrerinnen wurden in einer eigenen Präparandenschule auf die Lehramtsprüfung vorbereitet.
Ab 1843 wurden Filialen gegründet, zum Beispiel im benachbarten Höchstädt, in Maria Medingen, Lauingen, Burgau und Gundelfingen, in Ogelsbeuern in Württemberg (1860 Umzug in das ehemalige Dominikanerinnenkloster in Sießen), in Au am Inn, in Lohr am Main, in Volkach, Zell, Oettingen und Neustadt. Unter ihrer Ägide gingen die Franziskanerinnen von Sießen, die Franziskanerinnen von Bonlanden und schließlich die Franziskanerinnen von Au am Inn als eigenständige Kongregationen hervor.
Zusammen mit dem Regens Johann Evangelist Wagner, dem geistlichen Direktor der Dillinger Franziskanerinnen, gründete Sr. Maria Theresia Haselmayr 1847 in Dillingen eine Anstalt zur Unterrichtung und Erziehung von taubstummen Mädchen. Diese soziale Institution wuchs immer weiter, bis sie schließlich 90 Taubstummen eine Betreuung anbieten konnte. Weitere solcher Einrichtungen im Königreich Bayern folgten 1869 in Glött, 1872 in Zell und 1878 in Hohenwart. Damit legten sie den Grundstein für die Regens-Wagner-Stiftungen, ein Werk für Menschen mit Hör-, Sprach- und Lernbehinderung sowie geistiger Behinderung, das heute zu den größten und führenden sozial karitativen Einrichtungen dieser Art in Süddeutschland gehört.
Während ihrer 42-jährigen Amtszeit hat Sr. Maria Theresia Haselmayr 324 Schwestern in das Kloster aufgenommen. In Dillingen an der Donau wurde eine Straße nach ihr benannt, ferner trägt ein sonderpädagogisches Förderzentrum ihren Namen.

## Filme
- Klosterpioniere: Die selbstbewusste Dienerin. Film von Juri Köster, gezeigt im Bayerischen Fernsehen am 21. März 2007.